# Heather Hach
Heather Hach est une scénariste américaine, diplômée de l'Université du Colorado à Boulder.

## Filmographie

### Cinéma
Scénariste
- 2003 : Freaky Friday : Dans la peau de ma mère (Freaky Friday), de Mark Waters
- 2012 : Ce qui vous attend si vous attendez un enfant

Actrice
- 2003 : Freaky Friday : Dans la peau de ma mère (Freaky Friday), de Mark Waters : La professeure de sport

### Télévision
Scénariste
- 1999-2000 : Dilbert

## Distinctions
Nominations
- Saturn Award :
  - Saturn Award du meilleur scénario 2004 (Freaky Friday : Dans la peau de ma mère)